# 7672 Hawking
7672 Hawking è un asteroide della fascia principale. Scoperto nel 1995, presenta un'orbita caratterizzata da un semiasse maggiore pari a 2,2519978 UA e da un'eccentricità di 0,0725705, inclinata di 6,88956° rispetto all'eclittica.
L'asteroide è dedicato a Stephen Hawking, celeberrimo astrofisico britannico.